# پولنا (روستای بلغارستان)
پولنا (به بلغاری: Polena) روستایی در بلغارستان است که در استان بلاگووگراد واقع شده‌است.